# Bieławy Wielkie
Bieławy Wielkie – zamknięty w grudniu 1960 roku i zlikwidowany w kwietniu 1975 roku przystanek osobowy i ładownia publiczna w Białawach Wielkich, w gminie Wińsko, w powiecie wołowskim, w województwie dolnośląskim, w Polsce. Został otwarty w dniu 15 września 1886 roku.